# Ich bin ein Berliner
«Ich bin ein Berliner» —en español, «Soy un berlinés»— es una famosa frase en alemán pronunciada por el presidente de Estados Unidos John F. Kennedy durante su discurso el 26 de junio de 1963 en Berlín Occidental, en el balcón del edificio del ayuntamiento del distrito de Schöneberg, para manifestar su solidaridad hacia los habitantes de dicha ciudad con motivo del decimoquinto aniversario del bloqueo de Berlín impuesto por la Unión Soviética, con el consecuente levantamiento del Muro de Berlín el 13 de agosto de 1961. El discurso de Kennedy fue considerado uno de los más notables de la época de la Guerra Fría.

## Acontecimientos previos

Los 4 sectores en que Berlín quedó dividido tras la Segunda Guerra Mundial

La capital de Alemania, Berlín, estaba dentro de la zona controlada por la Unión Soviética tras la Segunda Guerra Mundial. Inicialmente gobernada en 4 sectores controlados por las potencias aliadas (Estados Unidos, Gran Bretaña, Francia y la Unión Soviética), las tensiones de la Guerra Fría escalaron hasta que las fuerzas soviéticas implementaron el bloqueo de Berlín, el cual los aliados occidentales aliviaron mediante un puente aéreo. Después del bloqueo, los sectores controlados por los países de la OTAN se convirtieron en un exclave de Alemania Occidental rodeado completamente por territorio de Alemania Oriental. A partir de 1952, Berlín era el único punto de la frontera entre el Este y el Oeste que no estaba cerrado. Miles de alemanes orientales emigraron a Occidente a través de Berlín, amenazando a Alemania Oriental con el colapso económico.

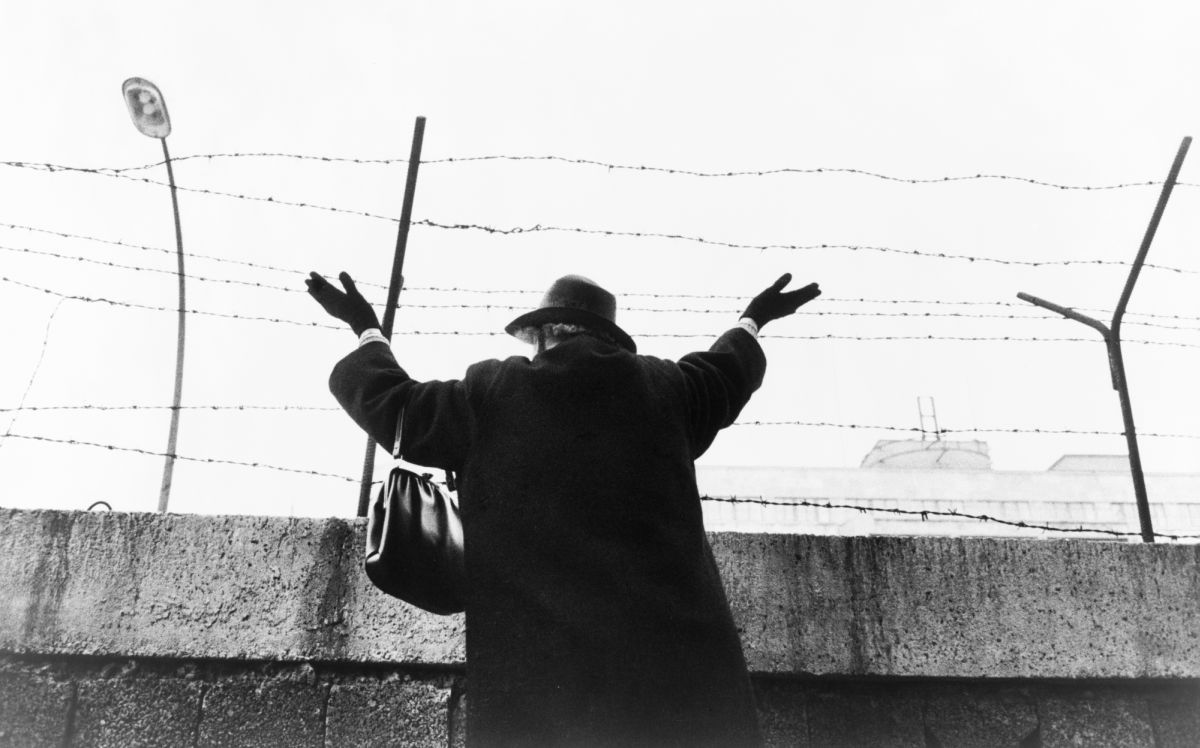
Una señora saluda desde el sector Oeste a sus conocidos del sector Este (Berlín, 1961).

En 1961, el gobierno de Alemania Oriental erigió una barrera alambrada alrededor de Berlín Occidental, llamada oficialmente «antifaschistischer Schutzwall» («Barrera de protección antifascista»). Las autoridades de la RDA argumentaron que estaba diseñada para evitar que espías y agentes de Alemania Occidental cruzaran hacia el Este; sin embargo, el verdadero propósito de esta barrera era evitar que ciudadanos de Alemania Oriental escaparan hacia el Oeste. En cuestión de meses, la barrera fue reconstruida usando concreto, y los edificios aledaños fueron demolidos para crear una «zona de muerte» en la mira de los guardias de Alemania Oriental, dotados de ametralladoras. Construido en la noche del 12 al 13 de agosto de 1961, el Muro de Berlín cerró la última rendija de la Cortina de Hierro, y Berlín pasó de ser uno de los lugares más fáciles para cruzar de Europa del Este hacia Europa Occidental a ser uno de los más difíciles.
Los países occidentales fueron acusados de no responder con el uso de la fuerza a la construcción del muro. Oficialmente, Berlín estaba bajo ocupación conjunta de las 4 potencias aliadas, cada una responsable de una zona determinada. El 25 de julio de 1961, Kennedy insistió a través de un discurso en que Estados Unidos defendería Berlín Occidental, haciendo valer sus derechos acordados en la Conferencia de Potsdam, al mismo tiempo que hacía claro que no era posible desafiar la presencia soviética en Alemania; así, el discurso de Kennedy marcó la primera ocasión en que Estados Unidos reconoció que Berlín Oriental era parte del bloque soviético junto con el resto de Alemania Oriental.

## El discurso

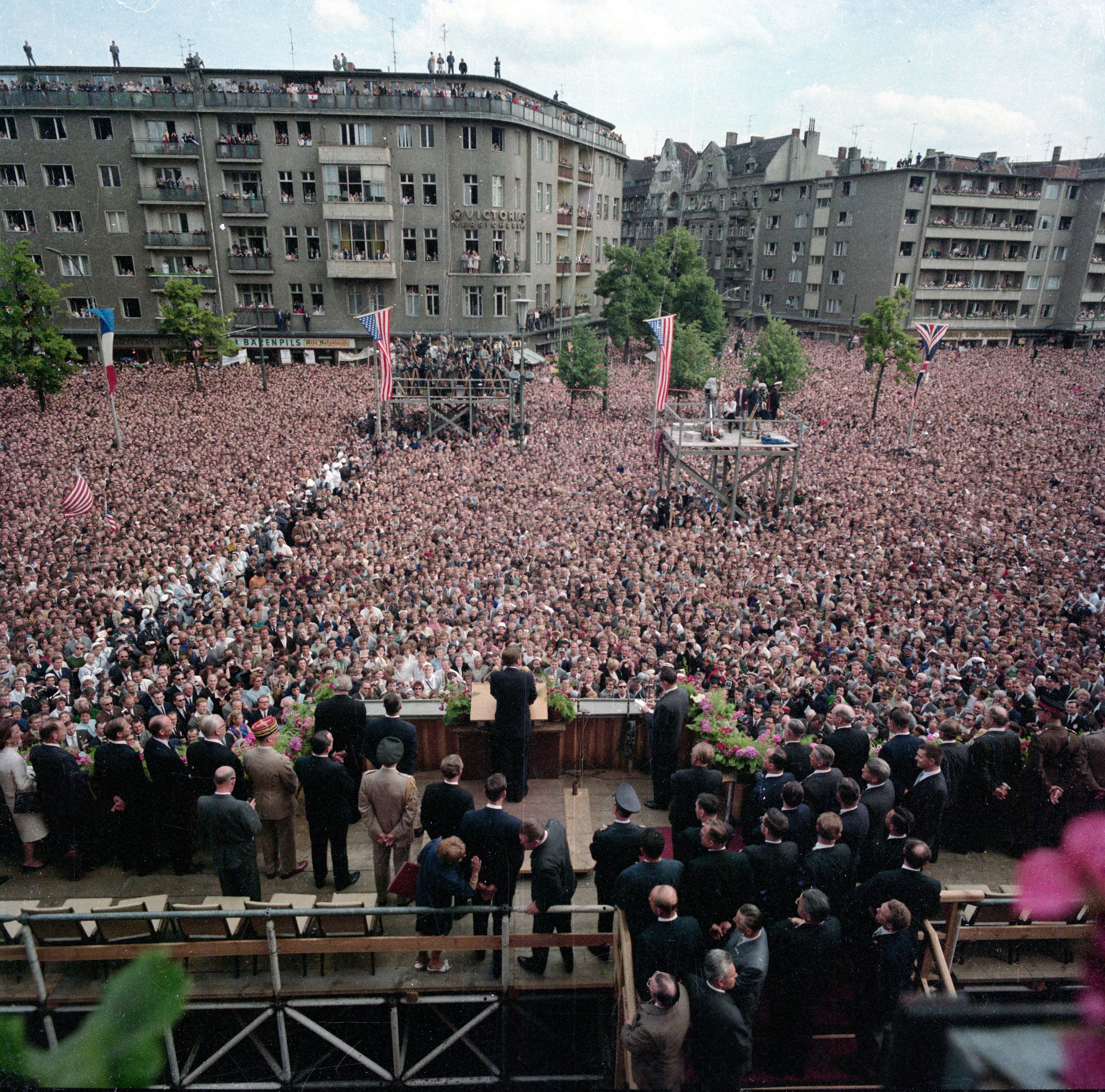
John F. Kennedy durante su discurso en Berlín.

Kennedy se tuvo que apoyar en consejeros para poder pronunciar las frases en idiomas no maternos; tenía acento de Boston y por eso tuvo que escribir en sus notas de mano «Ish bin ein Bearleener» para poder hacer una lectura fonética adecuada.
Kennedy afirma una primera vez «Ich bin ein Berliner» al comienzo de su discurso. Tras la felicitación al alcalde de la ciudad Willy Brandt y al gobernador americano, el general Lucius D. Clay (ambos presentes en el balcón del discurso), proclama:

Two thousand years ago the proudest boast was: "Civis romanus sum". Today, in the world of freedom, the proudest boast is: "Ich bin ein Berliner"... I appreciate my interpreter translating my German!... There are many people in the world who really don't understand —or say they don't— what is the great issue between the free world and the Communist world. Let them come to Berlin! There are some who say that communism is the wave of the future. Let them come to Berlin! And there are some who say in Europe and elsewhere: we can work with the Communists. Let them come to Berlin! And there are even a few who say that it is true that communism is an evil system, but it permits us to make economic progress. Lasst sie nach Berlin kommen! Let them come to Berlin!
Hace dos mil años el alarde más orgulloso era: «Civis romanus sum». Hoy, en el mundo de la libertad, el alarde más orgulloso es: «Ich bin ein Berliner»... ¡Agradezco a mi intérprete la traducción de mi alemán!... Hay mucha gente en el mundo que realmente no comprende —o dice que no comprende— cuál es la gran diferencia entre el mundo libre y el mundo comunista. ¡Que vengan a Berlín! Hay algunos que dicen que el comunismo es el movimiento del futuro. ¡Que vengan a Berlín! Y hay algunos que dicen en Europa y en otras partes: se puede trabajar con los comunistas. ¡Que vengan a Berlín!  Y hay incluso algunos pocos que dicen que es verdad que el comunismo es un sistema maligno, pero que permite nuestro progreso económico. Lasst sie nach Berlin kommen! ¡Que vengan a Berlín!
John F. Kennedy

Kennedy repite la famosa frase para concluir su discurso:

All free men, wherever they may live, are citizens of Berlin, and, therefore, as a free man, I take pride in the words "Ich bin ein Berliner."
Todos los hombres libres, dondequiera que vivan, son ciudadanos de Berlín. Y por lo tanto, como hombre libre, con orgullo digo estas palabras: «Ich bin ein Berliner».
John F. Kennedy

A pesar de contener dos frases en alemán, el nombre del discurso se hizo popular internacionalmente con la última frase: «Ich bin ein Berliner».

## Cultura popular

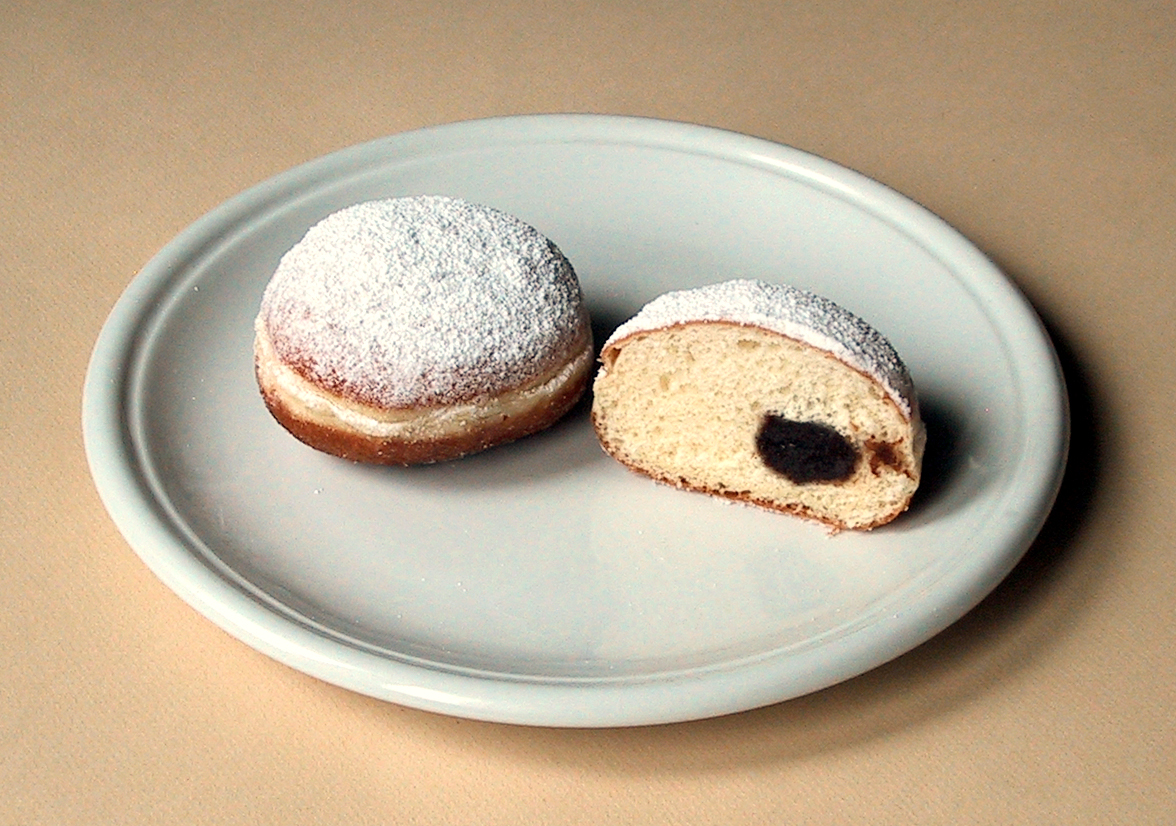
Un Berliner Pfannkuchen.

### «Soy una berlinesa»
En los Estados Unidos ha quedado como leyenda urbana que las palabras pronunciadas por Kennedy en alemán eran ambiguas, ya que hubiera sido más claro decir «Ich bin Berliner» (sin artículo indeterminado), y que por esta razón el público entendió «Ich bin ein Berliner», es decir «Soy una berlinesa» (una masa frita rellena de mermelada, llamada en alemán «Berliner Pfannkuchen»).
Sin embargo, gramaticalmente la frase empleada por Kennedy es correcta, ya que un ciudadano de Berlín puede decir: «Ich bin ein Berliner» (con el empleo del artículo indeterminado); además, no puede ser entendida de otra forma por el contexto, ya que en Berlín se suele pedir en las pastelerías el Berliner Pfannkuchen mencionando sólo la palabra «Pfannkuchen». Por otra parte, parece inverosímil un error tan simple, ya que el texto fue consultado anteriormente por el periodista Robert Lochner y el canciller alemán Willy Brandt.
Las risas del público, que han sido mencionadas como la prueba de que la frase pronunciada por Kennedy hubiera sido entendida en el sentido cómico de «Soy una berlinesa», en realidad no ocurrieron cuando el presidente declaró «Ich bin ein Berliner» —frase que fue recibida con fuertes aplausos y aclamaciones—, sino unos segundos más tarde, al hacer Kennedy un comentario humorístico sobre su intérprete, que acababa de pronunciar la frase en un alemán correcto: «¡Agradezco a mi intérprete la traducción de mi alemán!» —dijo Kennedy sonriendo.

### «Soy sarajevesa»
Durante el conflicto en Kosovo, en la extinta Yugoslavia, durante los años 1990, la Secretaria de Estado de los Estados Unidos Madeleine Albright empleó estas palabras del discurso de Kennedy haciendo un paralelismo al afirmar en su discurso en la ciudad de Sarajevo: «Ja sam Sarajevka!» («¡Soy sarajevesa!»).

## Galería

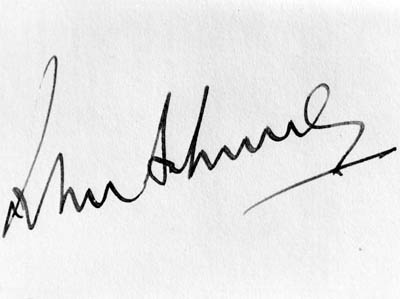
Firma de Kennedy en el libro de visitas de la ciudad de Berlín
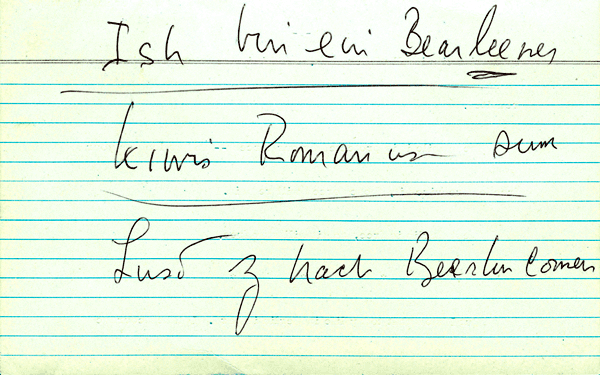
Notas fonéticas de Kennedy (para poder pronunciar correctamente el discurso): Ish bin ein Bearleener – kiwis Romanus sum – Lasd z nack Bearleen comen
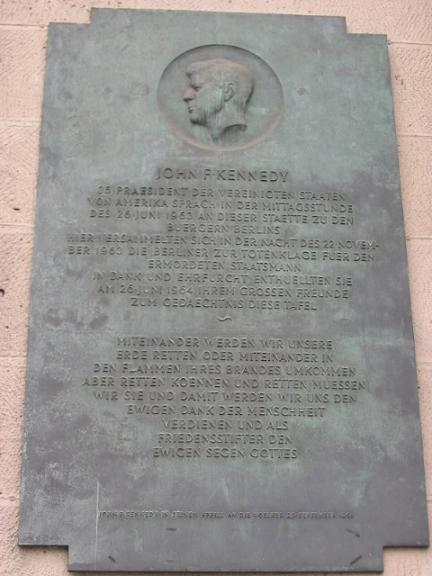
Memorial de John F. Kennedy en frente del 'Rathaus Schöneberg' lugar donde dio el discurso.